# Cena de Canterbury
Cena de Canterbury (ou Som de Canterbury) é um termo utilizado para descrever um grupo de bandas e músicos que praticam um subgênero do rock que unia rock progressivo, música psicodélica e jazz. A nomenclatura se deve ao fato de que grande parte dos músicos que deram início a esse estilo musical (durante o final da década de 1960 e começo da década de 1970) vinham da região de Canterbury. No entanto, a classificação também é usada para se referir à grupos de outras regiões da Inglaterra, e até mesmos de outros países.

## Definição
A cena de Canterbury é amplamente definida como sendo um grupo de bandas com constante compartilhamento de integrantes entre si. Não possuíam muitas similaridades em termos de composição musical, mas tinham como elementos em comum em seus trabalhos elementos de música psicodélica, improvisações (derivado do jazz, estilo que serviu como base na carreira de muitos dos músicos) e a presença de humor nonsense em letras ou títulos de composições.
Há variações dentro da cena, percebidas em diferenças entre o pop/rock do Soft Machine em seus primeiros anos de atividade e do Caravan, as composições de vanguarda do National Health e o jazz improvisado do In Cahoots. Didier Malherbe (do Gong) definiu a cena como tendo "certas progressões de acordes, em particular no uso de acordes em semi-tom, certas combinações harmónicas e uma grande noção de estética, e um modo de improviso que é bem diferente do que é feito no jazz."
Muito se debateu sobre o uso do termo, ou mesmo da existência dele. Dave Stewart, fundador do Egg argumenta que essa nomenclatura se aplica a muitas pessoas, incluindo ele, que não têm nada a ver com Canterbury, o local. O ex-baixista do Soft Machine, Hugh Hopper, que mora em Whitstable, próximo à Canterbury, disse: "Eu penso nisso como sendo um rótulo artificial, uma coisa de jornalista… eu não me importo, mas pessoas como Robert Wyatt, ele de fato odeia a ideia, porque ele nasceu em outro lugar e por acaso estudou lá. Quando começamos com o Wilde Flowers, nós nem sequer havíamos trabalhado em Canterbury. Foi só quando Robert e Daevid foram para Londres para formarem o Soft Machine que tudo aconteceu. Eles nem eram uma banda de Canterbury [...] se isso ajuda as pessoas compreenderem ou ouvirem a música, então está tudo bem."

## Origens
Os músicos da cena não possuíam muitas similaridades em composição musical, mas compartilhavam elementos da música psicodélica e grande improvisação (derivado do jazz) em suas composições. Foi iniciada no Wilde Flowers, banda formada em 1964 e que foi o início de músicos do Soft Machine e Caravan, bandas que por sua vez também foram celeiro de músicos para outras muitas bandas do gênero.
O início do som Canterbury pode ser definido em 1960, quando o australiano Daevid Allen hospedou-se na casa dos pais de Robert Wyatt em Lydden, próximo à Canterbury. Allen comprou com Wyatt uma extensa coleção de gravações de jazz, e o baterista de jazz George Niedorf ensinou sobre o instrumento à Wyatt posteriormente. Em 1963 Wyat, Allen e Hugh Hopper formaram o Daevid Allen Trio (em Londres), que transformou-se em Wilde Flowers quando Allen deixou a banda para morar na França.
A cena também é conhecida por um conjunto de músicos que constantemente alternavam em diferentes bandas do gênero. Richard Sinclair, por exemplo, esteve em bandas como Wilde Flowers, Camel, Caravan e Hatfield and the North. Robert Wyatt foi membro do e Wilde Flowers, Soft Machine, Matching Mole e também trabalhou como artista solo. Outra base da cena foi a banda Delivery, cujos membros inseriram-se na cena Canterbury nos anos 1970, fundando bandas como Matching Mole e Hatfield and the North.

## Bandas e músicos
- Kevin Ayers
- Camel
- Caravan
- Comus
- Delivery
- Egg
- Gong
  - Daevid Allen
  - Steve Hillage
- Hatfield and the North
- Henry Cow
  - Lindsay Cooper
  - Chris Cutler
  - Fred Frith
  - John Greaves
  - Tim Hodgkinson
- Matching Mole
- National Health
- Quiet Sun
- Short Wave
- Soft Machine
  - Hugh Hopper
- Wilde Flowers
- Robert Wyatt

## Gravadoras
- Burning Shed Records
- Cuneiform Records
- Recommended Records
- Virgin Records
  - Caroline Records
- Harvest Records
- Vertigo Records
- Voiceprint Records